# Korsfjorden (Sør-Varanger)
 For alternative betydninger, se Korsfjorden. (Se også artikler, som begynder med Korsfjorden)
Korsfjorden (nordsamisk: Ruossavuotna) er et sund mellem Bøkfjorden og stedet hvor Kjøfjorden og Neidenfjorden mødes. Sundet ligger syd for Varangerfjorden i Sør-Varanger kommune i Troms og Finnmark fylke i Norge. Sundet går mellem fastlandet og sydsiden af Skogerøya, og har sit østlige indløb mellem Svenskesteinnæsset og Tømmernæsset, det vestlige indløb er mellem Skogerøynæsset og Buholmen.
Europavej E6 går langs en del af sundet på fastlandssiden, og langs vejen ligger de beboede steder Lonkuselv og Tusenvik. Den lille bebyggelse Høybukt ligger også ved sundet, og i umiddelbar nærhed af den, Kirkenes lufthavn. Skogerøya er helt ubeboet i dag, men den fraflyttede bebyggelse Steinskjærnes ligger ved sundet. Dele af fastlandssiden har militære restriktioner i tilknytning til Garnisonen i Sør-Varanger.